# Biblioteca Nacional de Malta

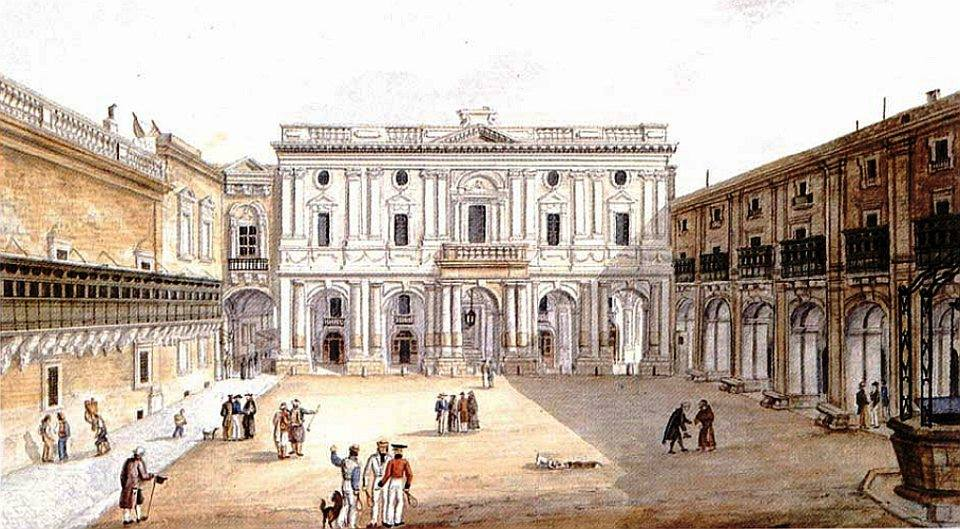
Biblioteca Pública de Malta, Valletta, pintura de Charles de Brocktorff (1775-1850)

Biblioteca Nacional de Malta ( em maltês:  Bibljoteka Nazzjonali ta' Malta    ), frequentemente conhecida como Bibliotheca ( em maltês:  Bibljoteka  ), é uma biblioteca de referência na Praça da República, Valletta, Malta. Foi fundada pelo grão-mestre Emmanuel de Rohan-Polduc em 1776, nas coleções do cavaleiro Louis Guérin de Tencin. É uma biblioteca de depósitos legais desde 1925 e possui a maior coleção de Melitensia, juntamente com a da Universidade de Malta. A biblioteca também contém os arquivos da Ordem de São João, da Università de Mdina e da Università de Valletta.
A biblioteca fica em um edifício neoclássico do final do século XVIII, no centro da cidade, perto do Palácio do Grão-Mestre, projetado pelos arquitetos polonês-italianos Stefano Ittar e seu filho Sebastiano Ittar.

## História

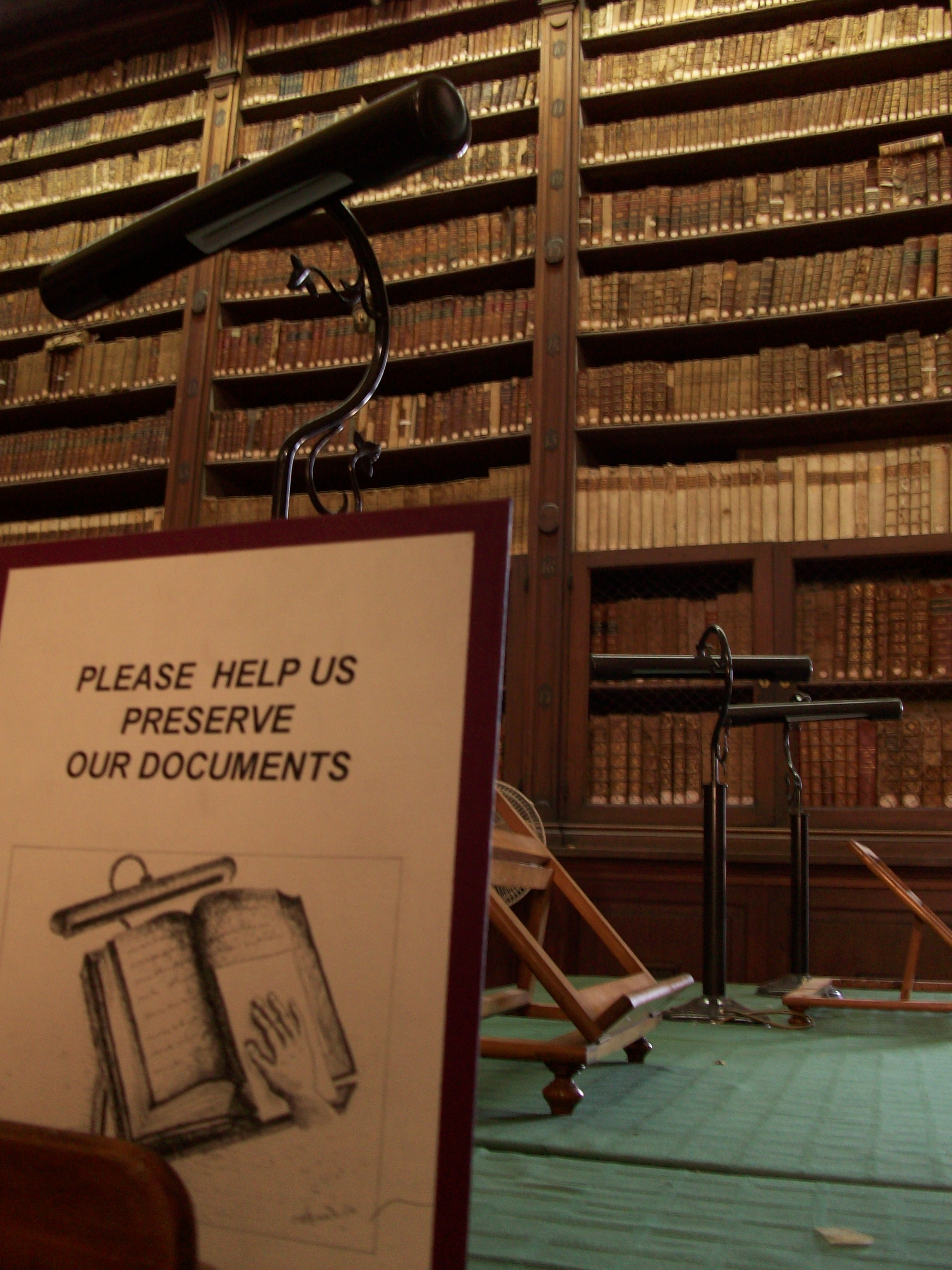
Interior da biblioteca

As origens da Biblioteca Nacional de Malta remontam a 1555, quando o Grão-Mestre Claude de la Sengle decretou que todos os livros pertencentes a membros falecidos da Ordem de São João fossem entregues ao tesouro da Ordem.
Em 1760, Louis Guérin de Tencin, a Grande Cruz do Oficial de Justiça, comprou uma coleção de 9700 livros pertencentes a Joaquín Fernández de Portocarrero por 7000 scudi. Um ano depois, ele abriu uma biblioteca pública em um edifício conhecido como Il Forfantone em Valletta, contendo livros de sua própria biblioteca, bem como a coleção de Portocarrero, a biblioteca do Comm. Sainte-Jay (anteriormente mantido na sacristia da Igreja Conventual de São João ) e livros doados por membros da Ordem. De Tencin nomeou Giovanni Pietro Francesco Agius de Soldanis como bibliotecário e pagou seu salário. De Tencin morreu em 1766 antes de conseguir garantir fundos para a manutenção da biblioteca.
Em 1776, o grão-mestre Emmanuel de Rohan-Polduc fundou formalmente a Bibliotheca Publica, e também foi chamada de Bibliotheca Tanseana em homenagem a De Tencin. O Forfantone foi considerado muito apertado para abrigar a nova biblioteca, então o arquiteto italiano nascido na Polônia Stefano Ittar foi contratado para projetar um novo edifício da biblioteca em 1786. O edifício foi construído no local dos Conservatórios, onde estavam guardados barras de ouro e prata do tesouro da Ordem. Foi concluída em 1796, mas permaneceu vazia por alguns anos devido à invasão francesa de 1798. Foi finalmente inaugurada em 4 de junho de 1812 pelo comissário civil Sir Hildebrand Oakes e ficou conhecida como Biblioteca Pública de Malta.
Tornou-se uma biblioteca de depósitos legais pela Lei no. II de 1925, e em 1936 recebeu o título de Biblioteca Real de Malta pelo rei George V. Em 1937, os arquivos da Ordem foram transferidos para a biblioteca a partir do Registro Público.
Em 1976, a Biblioteca Pública Central foi aberta em Floriana e a biblioteca de Valletta se tornou uma biblioteca de pesquisa e referência conhecida como Biblioteca Nacional de Malta.

## Arquitetura
O prédio da biblioteca foi projetado pelo arquiteto polonês-italiano Stefano Ittar, e é um dos primeiros exemplos da arquitetura neoclássica em Malta. Possui uma fachada simétrica com colunas dóricas e iônicas. O primeiro andar é apoiado em uma galeria, com a porta principal no centro. Uma varanda com balaustrada está localizada acima da porta e é apoiada por colunas dóricas e iônicas. O edifício também é conhecido por sua escadaria monumental neoclássica que se estende da entrada principal aos andares superiores.
Evidências mostram que, enquanto Stefano era o arquiteto principal, seu filho Sebastiano Ittar continuou o projeto depois que seu pai morreu antes de finalizar a obra.
O prédio da biblioteca foi incluído na Lista de Antiguidades de 1925. Agora está programado como monumento nacional de Grau 1 e também está listado no Inventário Nacional da Propriedade Cultural das Ilhas Maltesas.

## Coleções

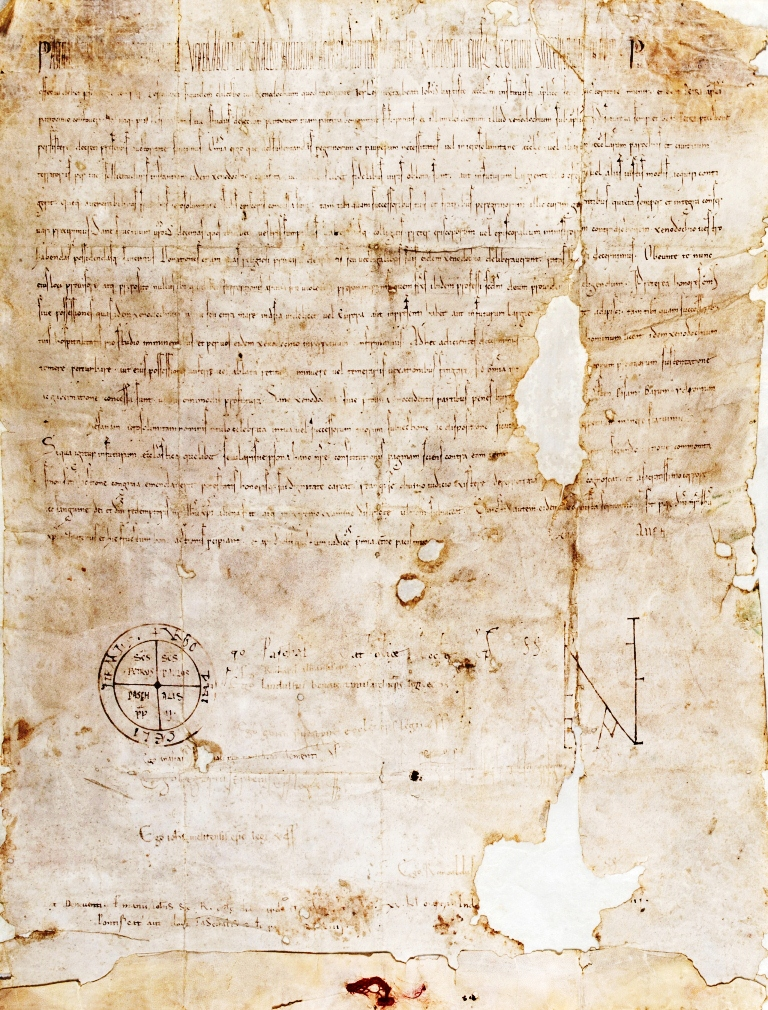
Postulatio Voluntatis (1113)

As coleções da Biblioteca Nacional de Malta incluem:
- Torta Postulatio Voluntatis, uma bula papal emitida pelo Papa Pascal II em 1113, confirmando o estabelecimento da Ordem de São João[9]
- os arquivos da Ordem de São João da Idade Média a 1798[10]
- os arquivos do Tesouro da Ordem
- os arquivos da Università de Mdina e de Valletta de 1450 a 1818
- 1617 códices e manuscritos[11]
- 60 incunábulos, incluindo os Institutiones Oratoriæ da Quintilian (1476),  fr 'descriptio s Obsidionis Rhodiae urbis (1480) e Rhodiorum História Ptolomeu ' s Cosmographia (1490), o Privilegia Ordinis Sancti Joannis Hierosolymitani um Summis Pont. concessa (1495) e Comoudiæ de Plautus (1499) [12]
- uma grande coleção de Melitensia (livros, panfletos, jornais etc. de autores malteses ou relacionados a Malta), incluindo alguns dos primeiros jornais publicados em Malta durante a ocupação francesa
- mapas que datam dos séculos XVI ao XX, incluindo mapas de estradas locais, fortificações e sítios arqueológicos
- uma coleção de encadernações finas, incluindo volumes feitos para o rei Luís XV da França e posteriormente doados a Tencin

## Galeria

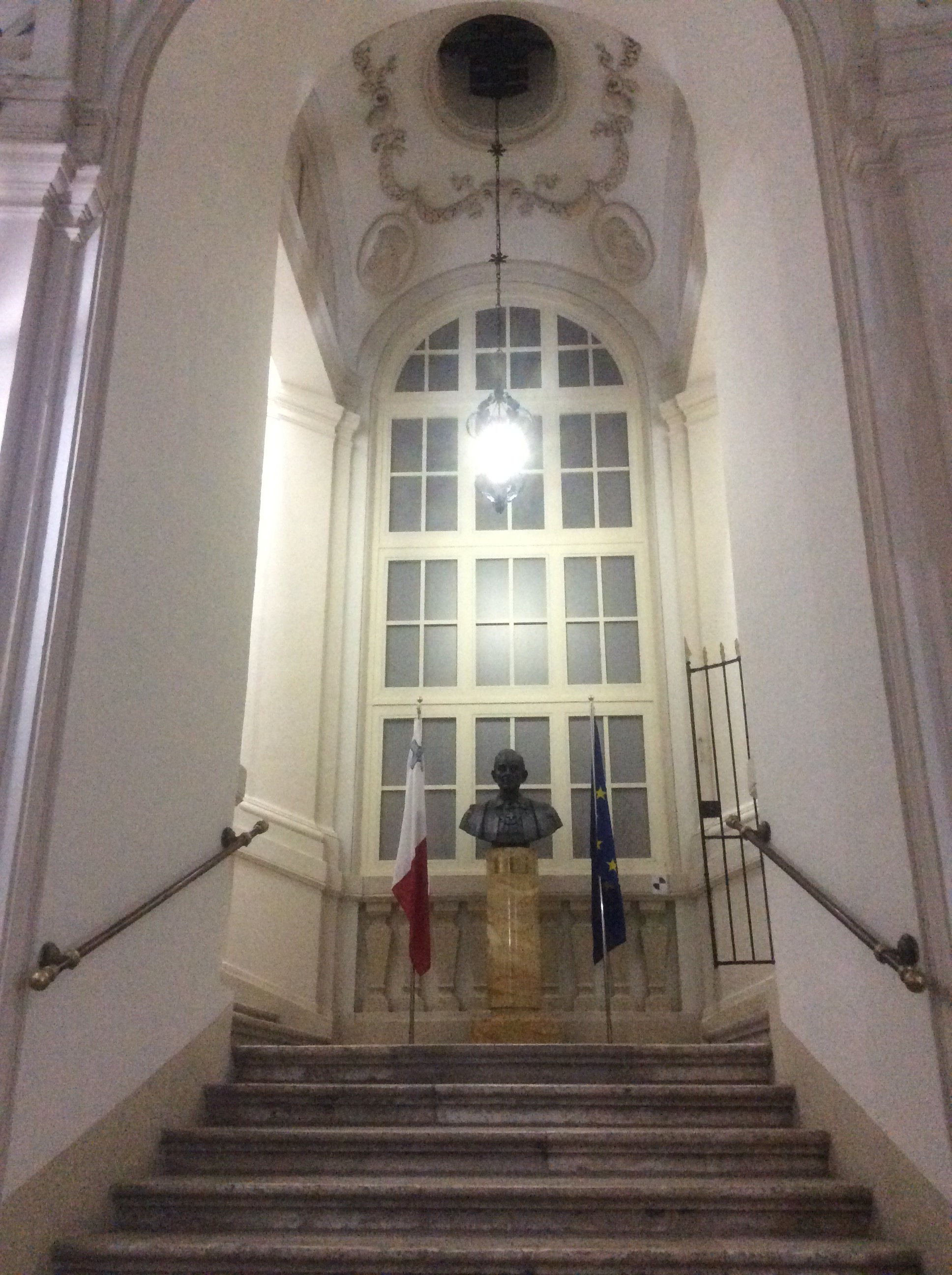
Escadas da Biblioteca Nacional de Malta e do monumento Dun Karm Psaila
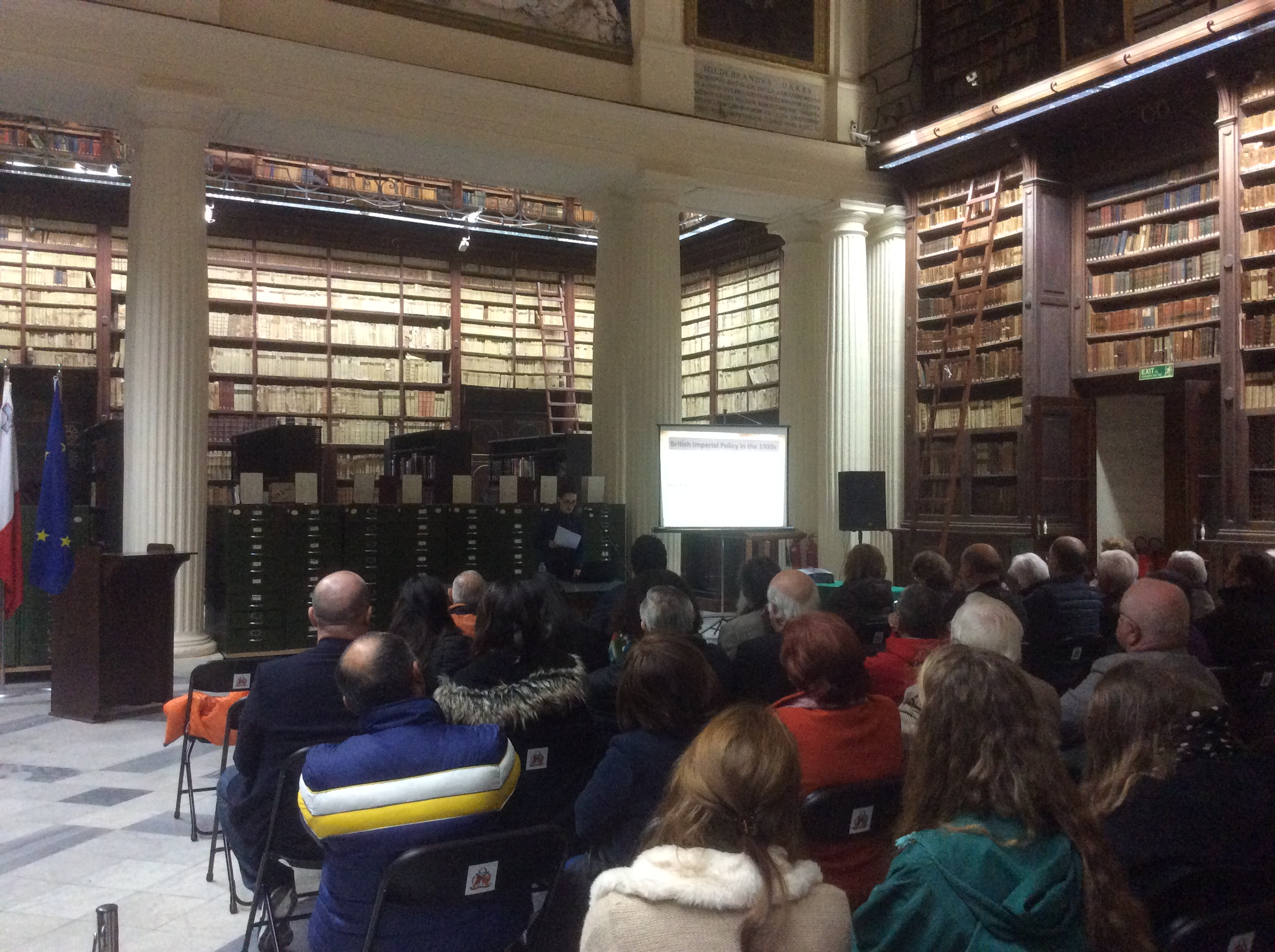
Palestra pública na Biblioteca Nacional de Malta
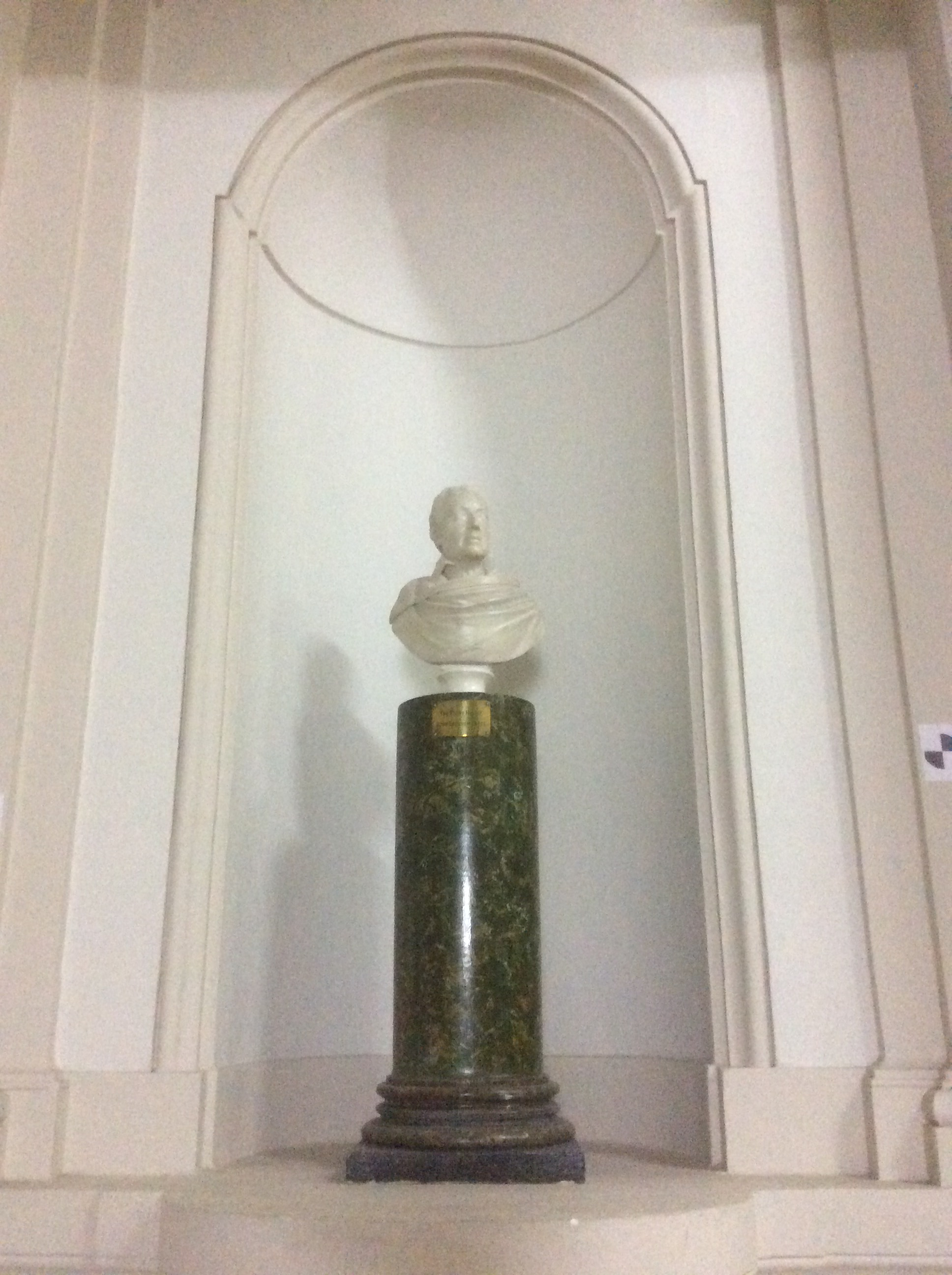
Monumento de Ralph Abercromby
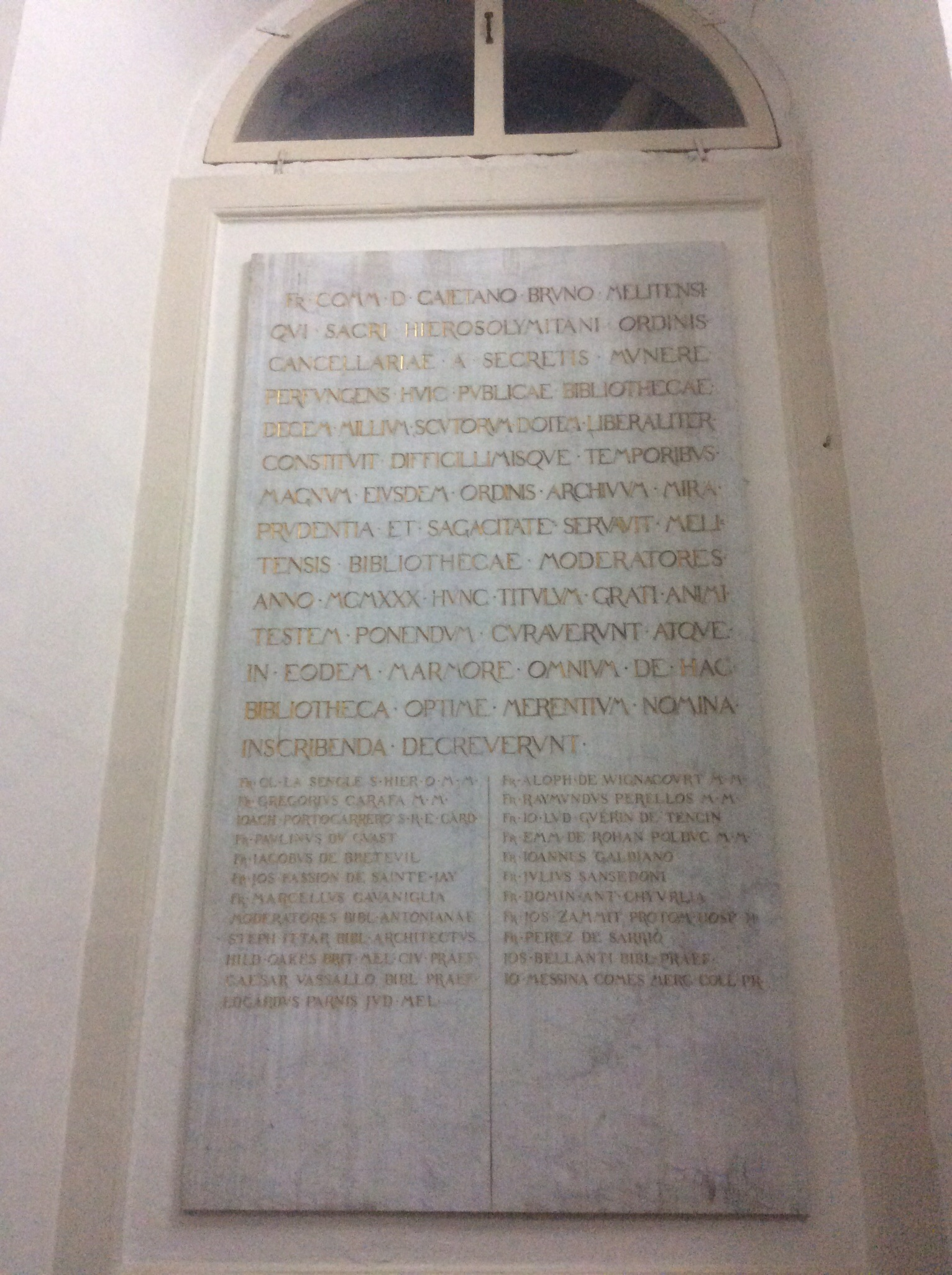
Placa antes do salão principal da biblioteca
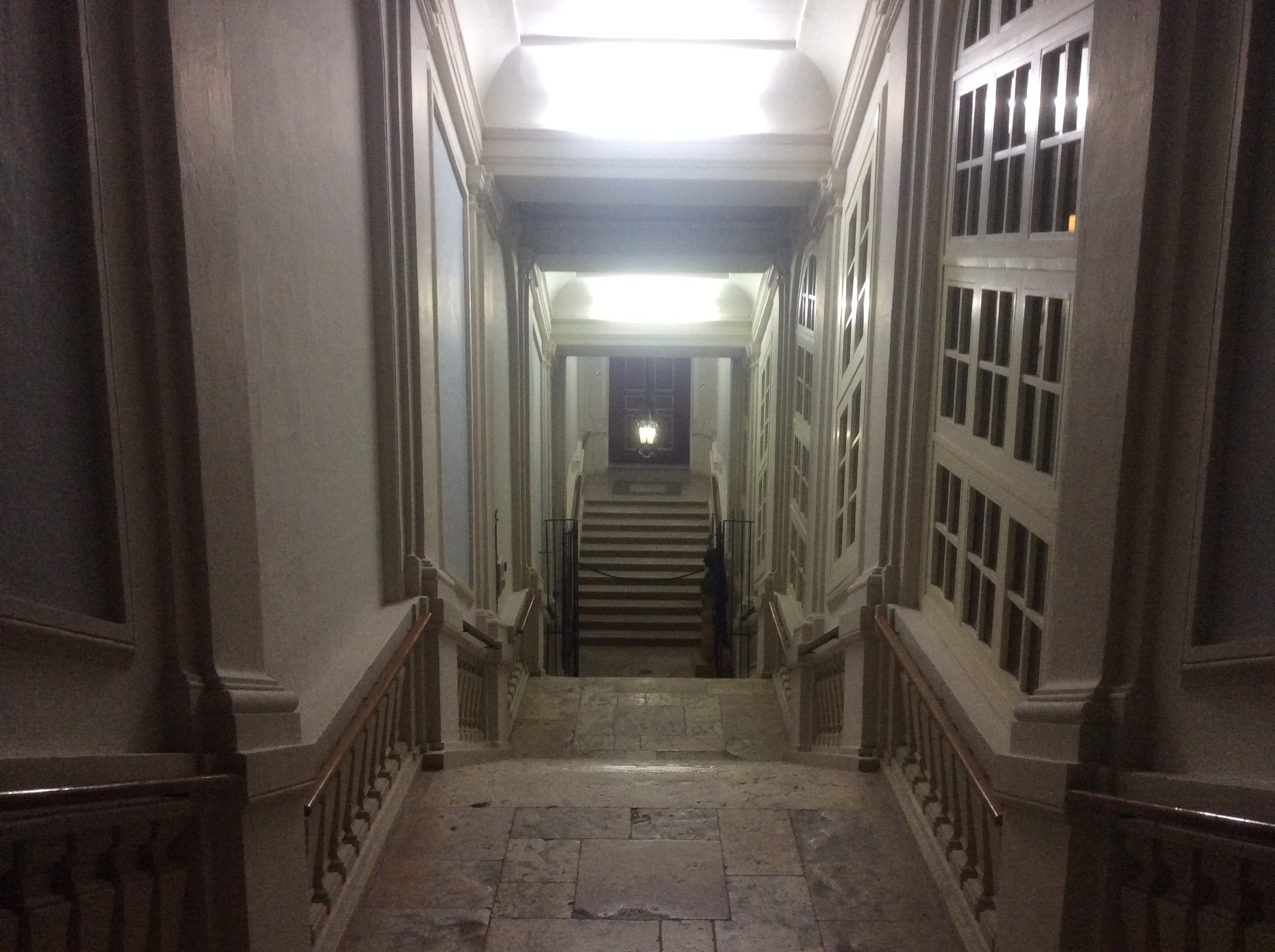
Escadas principais